# Дејан Давидовац
Дејан Давидовац (Зрењанин, 17. јануар 1995) српски је кошаркаш. Игра на позицијама крилног центра и крила, а тренутно наступа за Црвену звезду.

## Биографија
Давидовац је поникао у млађим категоријама Пролетера из родног Зрењанина, а у сезони 2011/12. добио је прилику и у сениорском саставу клуба. Године 2012. прешао је у Вршац и првобитно је наступао у јуниорској конкуренцији, а од сезоне 2013/14. прикључен је првом тиму. У дресу Вршчана запажене партије приказао је током Кошаркашке лиге Србије 2014/15. и тиме је завредео место у идеалној петорци такмичења. Крајем марта 2015. године, пред сам почетак Суперлиге Србије, потписао је уговор са Црвеном звездом и одмах је прослеђен на позајмицу ФМП-у. Дана 13. септембра 2017. потписао је четворогодишњи уговор са Црвеном звездом и тада је званично прикључен њеном првом тиму. Провео је у Црвеној звезди наредних пет сезона и током тог периода је освојио четири титуле првака Србије, три Јадранске лиге, два Купа Радивоја Кораћа и један Суперкуп Јадранске лиге. У јуну 2022. потписао је уговор са московским ЦСКА. У Москви се задржао само годину дана након чега се 29. јуна 2023. године вратио у Црвену звезду, потписавши трогодишњи уговор.
Са младом репрезентацијом Србије освојио је злато на Европском првенству 2015. године. Са сениорском репрезентацијом Србије је освојио сребрну медаљу на Светском првенству 2023 које је играно у Индонезији, Јапану и на Филипинима.

## Успеси

### Клупски
- Црвена звезда:
  - Првенство Србије (5): 2017/18, 2018/19, 2020/21, 2021/22, 2023/24.
  - Јадранска лига (4): 2018/19, 2020/21, 2021/22, 2023/24.
  - Куп Радивоја Кораћа (4): 2021, 2022, 2024, 2025.
  - Суперкуп Јадранске лиге (1): 2018.

### Репрезентативни
- Светско првенство:  2023.
- Летње олимпијске игре:  2024.
- Европско првенство до 20 година:  2015.

### Појединачни
- Најкориснији играч финала Првенства Србије (1): 2023/24.